# Schindelsattel
Der Schindelsattel ist ein 1015 m ü. A. hoher Gebirgsübergang in den Türnitzer Alpen, der von der Schwarzen Walster zur Erlauf führt.
Er verbindet damit das Erlauftal mit dem in die Salza und weiter in die Enns entwässernden Walstertal.
Von Osten aus dem Tal der Schwarzen Walster kommend, folgt man dem Schindelgraben und überwindet den Sattel, womit sich danach drei Routen eröffnen: Die nördlichste folgt dem Waldmarkweg 622 bis zur Abzweigung nach Schrottenreith und führt dann über den Schrottenreithgraben und den Mühlgraben zur Stauseesiedlung beim Erlaufstausee am nördlichen Ortsende von Mitterbach am Erlaufsee, die mittlere Route folgt dem Waldmarkweg bis nach Mitterbach und die südliche Route verläuft über Lurg bis vor Sankt Sebastian.